# Runzliger Dornbrust-Prachtkäfer

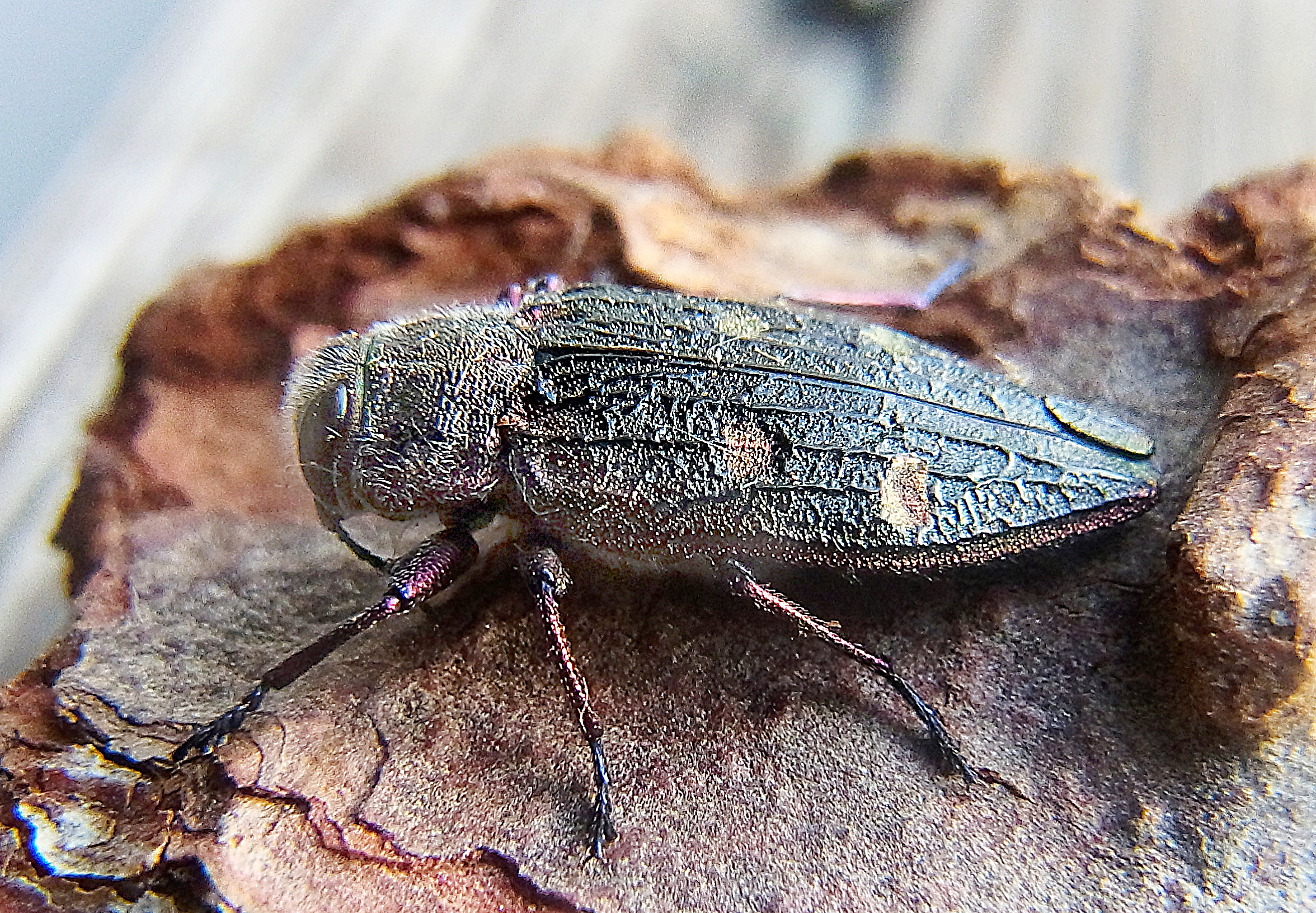
Abb. 1: Seitenansicht

Der Runzlige Dornbrust-Prachtkäfer, auch Goldpunkt-Gebirgs-Prachtkäfer, (Chrysobothris chrysostigma) ist ein Käfer aus der Familie der Prachtkäfer und der Unterfamilie der Chrysobothrinae. Der Käfer ist deutlich seltener als der ähnliche Goldgruben-Eichenprachtkäfer (Chrysobothris affinis), aber häufiger als die dritte mitteleuropäische und ebenfalls sehr ähnliche Art der Gattung, Chrysobothris solieri. In Europa umfasst die Gattung Chrysobothris neun Arten.

## Bemerkungen zum Namen
Dem wissenschaftlichen Name der Gattung Chrysobothris (von altgr. χρῡσός "chrysós": "Gold" und βόθρος "bóthros": "Grube") entspricht der deutsche Gattungsname Goldgruben-Prachtkäfer. Die golden gefärbten grubenartigen Vertiefungen der Flügeldecken werden auch durch den Artnamen chrysostigma benannt, das ausnahmsweise auch altgriechischer Herkunft ist (altgr. χρῡσός "chrysós": "Gold" und στίγμα "stígma": "Punkt"). Als Erstbeschreibung gilt die von Linné unter dem Namen Buprestis chrysostigma in der berühmten zehnten Ausgabe seiner Systema Naturae. Darin weist Linné zwar auf seine frühere Beschreibung des Käfers in der Fauna Svecica hin, diese hält aber noch nicht die Regeln der Binominale Nomenklatur ein. In dieser wird der Käfer durch elytris maculis aeneis impressis (lat. mit goldenen eingedrückten Flecken auf den Flügeldecken) beschrieben.

## Merkmale des Käfers
Der robuste Körper ist etwa zweieinhalb mal so lang wie breit, im mittleren Bereich parallel und nach hinten stumpf zugespitzt. Er erreicht eine Länge von 11 bis 16 Millimetern. Die Oberseite ist kupfrig bis dunkel, mit mehr oder weniger auffälligen Gruben auf den Flügeldecken.
Der Kopf ist kurz, die Mundwerkzeuge zeigen schräg nach unten. Die großen Augen erreichen den Halsschild. Nach hinten nähern sie sich einander, die Stirn ist eng. Die elfgliedrigen Fühler sind hinter dem Basisglied leicht abgeknickt. Die Gruben, in denen die Fühler eingelenkt sind, liegen vor den Augen. Sie sind nur wenig voneinander entfernt und vorn gezähnt. Das erste und dritte Fühlerglied sind deutlich länger als die anderen.
Der runzelig punktierte Halsschild ist etwa rechteckig, breiter als lang und vorn wenig schmäler als hinten. Die Vorderecken sind abgerundet, die Hinterecken etwa rechtwinklig.
Auf den Flügeldecken verlaufen über die ganze Länge deutlich hervorspringende Längsrippen. Diese sind bei den beiden anderen mitteleuropäischen Arten besonders im vorderen Flügelbereich nur schwach ausgebildet. Die Zwischenräume sind unregelmäßig runzelig skulptiert. Die Schultern sind abgerundet. Dahinter verlaufen die Außenränder der Flügeldecken zu etwa zwei Dritteln ihrer Länge parallel zueinander, danach nähern sie sich geradlinig, bis sie gemeinsam verrundet enden. Der Rand der Flügeldecken ist oft auch farblich abgesetzt und kann golden oder purpurn glänzen. Auf jeder Flügeldecke befinden sich drei rotgolden bis gründlich gefärbte Gruben. Die vorderste ist längsoval, relativ klein und unauffällig. Sie liegt an der Flügelbasis, dem Schildchen (Scutellum) näher als dem Seitenrand. Die mittlere Grube ist groß, annähernd rund; sie liegt etwas hinter der Mitte des parallelen Abschnitts der Flügeldecken gleich weit von Flügeldeckennaht und Außenrand entfernt. Die hinterste Grube ist wenig größer und queroval; sie befindet sich, am weitesten nach außen gerückt, wenig vor der Ecke, an der die Verschmälerung der Flügeldecken beginnt.
Die Unterseite und die Beine glänzen grün bis golden oder purpurn. Die stark entwickelten Vorderschenkel sind vorn gezähnt. Die Vorderbrust ist auf der Unterseite zwischen den Vorderhüften nach hinten verlängert (Prosternalfortsatz). Der Prosternalfortsatz endet mit drei Zähnen, von denen die seitlichen viel kürzer sind als der Endzahn. Das letzte Hinterleibssegment ist beim Männchen ausgeschnitten, beim Weibchen gerade abgestutzt.

## Biologie
Die Larven entwickeln sich in Nadelholz, in Mitteleuropa fast ausschließlich in Gemeiner Fichte, gelegentlich in Weiß-Tanne. Außerhalb Mitteleuropas werden auch wenige andere Nadelbaumarten als Wirtspflanze genutzt, wie etwa verschiedene Kiefernarten.
Die Eier werden in frisch abgestorbenen oder gefällten Bäume in sonnenexponierter Lage abgelegt. Die Larven fressen unter der Rinde im Kambium. Die Verpuppung erfolgt im Splintholz wenig unter der Oberfläche. Die Entwicklung ist zweijährig. Für die Brut geeignete Hölzer stehen nur ausnahmsweise (etwa nach Windbruch) reichlich zur Verfügung. Die Käfer können entsprechend große Strecken fliegend überwinden. Die Populationen unterliegen starken Schwankungen.
Die Käfer erscheinen in Tirol von Juni bis September. Sie sind in der frühen Mittagszeit aktiv und flüchten schnell. Beobachtet wurden auch Ansammlungen von Individuen und Kopulationen auf anderen Bäumen als den Wirtspflanzen. In Frankreich wurden Vertreter der Art bis 1800 m hoch gefunden (subalpin).

## Verbreitung
Die Art ist boreo-montan im Nadelwaldgebiet der gesamten Paläarktis verbreitet. Sie fehlt in der norddeutschen Ebene und ist auch aus den Beneluxstaaten nicht gemeldet. Im Voralpen- und Alpengebiet kommt sie nur selten und stellenweise vor. Im Süden fehlt sie in Spanien und Portugal, im Norden in Finnland und im Norden des europäischen Teils von Russland.